# Unicodeblock Tibetisch
Der Unicodeblock Tibetisch (engl. Tibetan, U+0F00 bis U+0FFF) umfasst die Zeichen der tibetischen Schrift, mit der das Tibetische geschrieben wird.
Der Unicodeblock wurde in Unicode 1.0 im Bereich U+1000 bis U+105F kodiert, welcher heute vom Unicodeblock Birmanisch belegt ist. Ähnlich wie die Unicode-Blöcke der anderen indischen Schriften wurden Konsonantenverbindungen mithilfe des Viramas dargestellt. Der Block wurde aber in Version 1.1 komplett entfernt und erst in Unicode 2.0 im heutigen Bereich wieder hinzugefügt, diesmal mit einem deutlich reicheren Zeicheninventar.
Im Gegensatz zur Kodierung in Unicode-Version 1.0 wird hier das Virama nicht mehr verwendet, um Konsonantenverbindungen darzustellen (es ist dennoch vorhanden, um Sanskrit-Texte schreiben zu können). Es sind zwei Reihen von Konsonanten kodiert: die erste in normaler Position, die zweite in tiefgestellter Position. Auf diese Weise lassen sich beliebige Konsonantencluster darstellen, auch höchst komplexe, wie sie im klassischen Tibetisch vorkommen. Ein Konsonantencluster fängt stets mit dem Grundbuchstaben an, anschließend folgen alle tiefgestellten Buchstaben, danach der Vokal. Eventuelle Sonderzeichen kommen zuletzt.
Es gibt zwei Probleme mit der Sortierung tibetischer Schriftzeichen, die nicht geändert werden können, um die Stabilität des Standards zu gewährleisten:
- Das Vokalzeichen U (U+0F74), welches unter dem Konsonanten steht, wird nach den anderen, über dem Konsonanten geschriebenen Vokalen sortiert. Dies widerspricht nicht nur der logischen Reihenfolge im Tibetischen,[3] sondern auch dem Unicode-Standard selbst,[4] verursacht aber nur selten Probleme, da ein Konsonant üblicherweise nur ein Vokalzeichen hat.
- Das Zeichen tsa 'phru (U+0F39) wird stets hinter allen Vokalen sortiert, allerdings handelt es sich hierbei um ein Zeichen, das sich mit dem Konsonanten verbindet. Durch diese Sortierung wird das Zeichen daher nicht korrekt angezeigt.[5]

Zudem ist beim Bezeichner Tibetisches Zeichen Bska Shog Gi Mgo Rgyan statt Bska Bka gemeint.

## Liste
| Unicodenummer | Zeichen (400 %) | Kategorie                               | Bidirektionale Klasse       | Offizielle Bezeichnung                           | Beschreibung                                                 |
| ------------- | --------------- | --------------------------------------- | --------------------------- | ------------------------------------------------ | ------------------------------------------------------------ |
| U+0F00 (3840) | ༀ               | anderer Buchstabe, Silbe oder Ideogramm | links nach rechts           | TIBETAN SYLLABLE OM                              | Tibetische Silbe Om                                          |
| U+0F01 (3841) | ༁               | anderes Symbol                          | links nach rechts           | TIBETAN MARK GTER YIG MGO TRUNCATED A            | Tibetisches Zeichen Gter Yig Mgo abgeschnittenes A           |
| U+0F02 (3842) | ༂               | anderes Symbol                          | links nach rechts           | TIBETAN MARK GTER YIG MGO -UM RNAM BCAD MA       | Tibetisches Zeichen Gter Yig Mgo Um Rnam Bcad Ma             |
| U+0F03 (3843) | ༃               | anderes Symbol                          | links nach rechts           | TIBETAN MARK GTER YIG MGO -UM GTER TSHEG MA      | Tibetisches Zeichen Gter Yig Mgo Um Gter Tsheg Ma            |
| U+0F04 (3844) | ༄               | andere Interpunktion                    | links nach rechts           | TIBETAN MARK INITIAL YIG MGO MDUN MA             | Tibetisches einleitendes Kopfzeichen                         |
| U+0F05 (3845) | ༅               | andere Interpunktion                    | links nach rechts           | TIBETAN MARK CLOSING YIG MGO SGAB MA             | Tibetisches abschließendes Kopfzeichen                       |
| U+0F06 (3846) | ༆               | andere Interpunktion                    | links nach rechts           | TIBETAN MARK CARET YIG MGO PHUR SHAD MA          | Tibetisches Zeichen Yig Mgo Phur Shad Ma                     |
| U+0F07 (3847) | ༇               | andere Interpunktion                    | links nach rechts           | TIBETAN MARK YIG MGO TSHEG SHAD MA               | Tibetisches Zeichen Yig Mgo Tsheg Shad Ma                    |
| U+0F08 (3848) | ༈               | andere Interpunktion                    | links nach rechts           | TIBETAN MARK SBRUL SHAD                          | Tibetisches Zeichen Sbrul Shad                               |
| U+0F09 (3849) | ༉               | andere Interpunktion                    | links nach rechts           | TIBETAN MARK BSKUR YIG MGO                       | Tibetisches Zeichen Bskur Yig Mgo                            |
| U+0F0A (3850) | ༊               | andere Interpunktion                    | links nach rechts           | TIBETAN MARK BKA - SHOG YIG MGO                  | Tibetisches Zeichen Bka Shog Yig Mgo                         |
| U+0F0B (3851) | ་               | andere Interpunktion                    | links nach rechts           | TIBETAN MARK INTERSYLLABIC TSHEG                 | Tibetisches Zeichen Tsheg                                    |
| U+0F0C (3852) | ༌               | andere Interpunktion                    | links nach rechts           | TIBETAN MARK DELIMITER TSHEG BSTAR               | Tibetisches Trennzeichen Tsheg Bstar                         |
| U+0F0D (3853) | །               | andere Interpunktion                    | links nach rechts           | TIBETAN MARK SHAD                                | Tibetisches Zeichen Shad                                     |
| U+0F0E (3854) | ༎               | andere Interpunktion                    | links nach rechts           | TIBETAN MARK NYIS SHAD                           | Tibetisches Zeichen doppeltes Shad                           |
| U+0F0F (3855) | ༏               | andere Interpunktion                    | links nach rechts           | TIBETAN MARK TSHEG SHAD                          | Tibetisches Zeichen Tsheg Shad                               |
| U+0F10 (3856) | ༐               | andere Interpunktion                    | links nach rechts           | TIBETAN MARK NYIS TSHEG SHAD                     | Tibetisches Zeichen doppeltes Tsheg Shad                     |
| U+0F11 (3857) | ༑               | andere Interpunktion                    | links nach rechts           | TIBETAN MARK RIN CHEN SPUNGS SHAD                | Tibetisches Zeichen Rin Chen Spungs Shad                     |
| U+0F12 (3858) | ༒               | andere Interpunktion                    | links nach rechts           | TIBETAN MARK RGYA GRAM SHAD                      | Tibetisches Zeichen Rgya Gram Shad                           |
| U+0F13 (3859) | ༓               | anderes Symbol                          | links nach rechts           | TIBETAN MARK CARET -DZUD RTAGS ME LONG CAN       | Tibetisches Zeichen Dzud Rtags Me Long Can                   |
| U+0F14 (3860) | ༔               | andere Interpunktion                    | links nach rechts           | TIBETAN MARK GTER TSHEG                          | Tibetisches Komma                                            |
| U+0F15 (3861) | ༕               | anderes Symbol                          | links nach rechts           | TIBETAN LOGOTYPE SIGN CHAD RTAGS                 | Tibetisches Logo Chad Rtags                                  |
| U+0F16 (3862) | ༖               | anderes Symbol                          | links nach rechts           | TIBETAN LOGOTYPE SIGN LHAG RTAGS                 | Tibetisches Logo Lhag Rtags                                  |
| U+0F17 (3863) | ༗               | anderes Symbol                          | links nach rechts           | TIBETAN ASTROLOGICAL SIGN SGRA GCAN -CHAR RTAGS  | Tibetisches Astrologiezeichen Sgra Gcan Char Rtags           |
| U+0F18 (3864) | ༘                | Markierung ohne Extrabreite             | Markierung ohne Extrabreite | TIBETAN ASTROLOGICAL SIGN - KHYUD PA             | Tibetisches Astrologiezeichen Khyud Pa                       |
| U+0F19 (3865) | ༙                | Markierung ohne Extrabreite             | Markierung ohne Extrabreite | TIBETAN ASTROLOGICAL SIGN SDONG TSHUGS           | Tibetisches Astrologiezeichen Sdong Tshugs                   |
| U+0F1A (3866) | ༚               | anderes Symbol                          | links nach rechts           | TIBETAN SIGN RDEL DKAR GCIG                      | Tibetisches Zeichen Rdel Dkar Gcig                           |
| U+0F1B (3867) | ༛               | anderes Symbol                          | links nach rechts           | TIBETAN SIGN RDEL DKAR GNYIS                     | Tibetisches Zeichen Rdel Dkar Gnyis                          |
| U+0F1C (3868) | ༜               | anderes Symbol                          | links nach rechts           | TIBETAN SIGN RDEL DKAR GSUM                      | Tibetisches Zeichen Rdel Dkar Gsum                           |
| U+0F1D (3869) | ༝               | anderes Symbol                          | links nach rechts           | TIBETAN SIGN RDEL NAG GCIG                       | Tibetisches Zeichen Rdel Nag Gcig                            |
| U+0F1E (3870) | ༞               | anderes Symbol                          | links nach rechts           | TIBETAN SIGN RDEL NAG GNYIS                      | Tibetisches Zeichen Rdel Nag Gnyis                           |
| U+0F1F (3871) | ༟               | anderes Symbol                          | links nach rechts           | TIBETAN SIGN RDEL DKAR RDEL NAG                  | Tibetisches Zeichen Rdel Dkar Rdel Nag                       |
| U+0F20 (3872) | ༠               | Dezimalziffer                           | links nach rechts           | TIBETAN DIGIT ZERO                               | Tibetische Ziffer Null                                       |
| U+0F21 (3873) | ༡               | Dezimalziffer                           | links nach rechts           | TIBETAN DIGIT ONE                                | Tibetische Ziffer Eins                                       |
| U+0F22 (3874) | ༢               | Dezimalziffer                           | links nach rechts           | TIBETAN DIGIT TWO                                | Tibetische Ziffer Zwei                                       |
| U+0F23 (3875) | ༣               | Dezimalziffer                           | links nach rechts           | TIBETAN DIGIT THREE                              | Tibetische Ziffer Drei                                       |
| U+0F24 (3876) | ༤               | Dezimalziffer                           | links nach rechts           | TIBETAN DIGIT FOUR                               | Tibetische Ziffer Vier                                       |
| U+0F25 (3877) | ༥               | Dezimalziffer                           | links nach rechts           | TIBETAN DIGIT FIVE                               | Tibetische Ziffer Fünf                                       |
| U+0F26 (3878) | ༦               | Dezimalziffer                           | links nach rechts           | TIBETAN DIGIT SIX                                | Tibetische Ziffer Sechs                                      |
| U+0F27 (3879) | ༧               | Dezimalziffer                           | links nach rechts           | TIBETAN DIGIT SEVEN                              | Tibetische Ziffer Sieben                                     |
| U+0F28 (3880) | ༨               | Dezimalziffer                           | links nach rechts           | TIBETAN DIGIT EIGHT                              | Tibetische Ziffer Acht                                       |
| U+0F29 (3881) | ༩               | Dezimalziffer                           | links nach rechts           | TIBETAN DIGIT NINE                               | Tibetische Ziffer Neun                                       |
| U+0F2A (3882) | ༪               | anderes Zahlzeichen                     | links nach rechts           | TIBETAN DIGIT HALF ONE                           | Tibetische Ziffer halbes Eins                                |
| U+0F2B (3883) | ༫               | anderes Zahlzeichen                     | links nach rechts           | TIBETAN DIGIT HALF TWO                           | Tibetische Ziffer halbe Zwei                                 |
| U+0F2C (3884) | ༬               | anderes Zahlzeichen                     | links nach rechts           | TIBETAN DIGIT HALF THREE                         | Tibetische Ziffer halbe Drei                                 |
| U+0F2D (3885) | ༭               | anderes Zahlzeichen                     | links nach rechts           | TIBETAN DIGIT HALF FOUR                          | Tibetische Ziffer halbe Vier                                 |
| U+0F2E (3886) | ༮               | anderes Zahlzeichen                     | links nach rechts           | TIBETAN DIGIT HALF FIVE                          | Tibetische Ziffer halbe Fünf                                 |
| U+0F2F (3887) | ༯               | anderes Zahlzeichen                     | links nach rechts           | TIBETAN DIGIT HALF SIX                           | Tibetische Ziffer halbe Sechs                                |
| U+0F30 (3888) | ༰               | anderes Zahlzeichen                     | links nach rechts           | TIBETAN DIGIT HALF SEVEN                         | Tibetische Ziffer halbe Sieben                               |
| U+0F31 (3889) | ༱               | anderes Zahlzeichen                     | links nach rechts           | TIBETAN DIGIT HALF EIGHT                         | Tibetische Ziffer halbe Acht                                 |
| U+0F32 (3890) | ༲               | anderes Zahlzeichen                     | links nach rechts           | TIBETAN DIGIT HALF NINE                          | Tibetische Ziffer halbe Neun                                 |
| U+0F33 (3891) | ༳               | anderes Zahlzeichen                     | links nach rechts           | TIBETAN DIGIT HALF ZERO                          | Tibetische Ziffer halbe Null                                 |
| U+0F34 (3892) | ༴               | anderes Symbol                          | links nach rechts           | TIBETAN MARK BSDUS RTAGS                         | Tibetisches Zeichen Bsdus Rtags                              |
| U+0F35 (3893) | ༵                | Markierung ohne Extrabreite             | Markierung ohne Extrabreite | TIBETAN MARK NGAS BZUNG NYI ZLA                  | Tibetisches Zeichen Ngas Bzung Nyi Zla                       |
| U+0F36 (3894) | ༶               | anderes Symbol                          | links nach rechts           | TIBETAN MARK CARET -DZUD RTAGS BZHI MIG CAN      | Tibetisches Zeichen Dzud Rtags Bzhi Mig Can                  |
| U+0F37 (3895) | ༷                | Markierung ohne Extrabreite             | Markierung ohne Extrabreite | TIBETAN MARK NGAS BZUNG SGOR RTAGS               | Tibetischer untergesetzter Ring                              |
| U+0F38 (3896) | ༸               | anderes Symbol                          | links nach rechts           | TIBETAN MARK CHE MGO                             | Tibetisches Zeichen Che Mgo                                  |
| U+0F39 (3897) | ༹                | Markierung ohne Extrabreite             | Markierung ohne Extrabreite | TIBETAN MARK TSA -PHRU                           | Tibetisches Zeichen Tsa Phru                                 |
| U+0F3A (3898) | ༺               | öffnende Punktierung (eines Paars)      | anderes neutrales Zeichen   | TIBETAN MARK GUG RTAGS GYON                      | Tibetisches Zeichen Gug Rtags Gyon                           |
| U+0F3B (3899) | ༻               | schließende Punktierung (eines Paars)   | anderes neutrales Zeichen   | TIBETAN MARK GUG RTAGS GYAS                      | Tibetisches Zeichen Gug Rtags Gyas                           |
| U+0F3C (3900) | ༼               | öffnende Punktierung (eines Paars)      | anderes neutrales Zeichen   | TIBETAN MARK ANG KHANG GYON                      | Tibetische linke Klammer                                     |
| U+0F3D (3901) | ༽               | schließende Punktierung (eines Paars)   | anderes neutrales Zeichen   | TIBETAN MARK ANG KHANG GYAS                      | Tibetische rechte Klammer                                    |
| U+0F3E (3902) | ༾                | Markierung mit Extrabreite              | links nach rechts           | TIBETAN SIGN YAR TSHES                           | Tibetisches Zeichen Yar Tshes                                |
| U+0F3F (3903) | ༿                | Markierung mit Extrabreite              | links nach rechts           | TIBETAN SIGN MAR TSHES                           | Tibetisches Zeichen Mar Tshes                                |
| U+0F40 (3904) | ཀ               | anderer Buchstabe, Silbe oder Ideogramm | links nach rechts           | TIBETAN LETTER KA                                | Tibetischer Buchstabe Ka                                     |
| U+0F41 (3905) | ཁ               | anderer Buchstabe, Silbe oder Ideogramm | links nach rechts           | TIBETAN LETTER KHA                               | Tibetischer Buchstabe Kha                                    |
| U+0F42 (3906) | ག               | anderer Buchstabe, Silbe oder Ideogramm | links nach rechts           | TIBETAN LETTER GA                                | Tibetischer Buchstabe Ga                                     |
| U+0F43 (3907) | གྷ               | anderer Buchstabe, Silbe oder Ideogramm | links nach rechts           | TIBETAN LETTER GHA                               | Tibetischer Buchstabe Gha                                    |
| U+0F44 (3908) | ང               | anderer Buchstabe, Silbe oder Ideogramm | links nach rechts           | TIBETAN LETTER NGA                               | Tibetischer Buchstabe Nga                                    |
| U+0F45 (3909) | ཅ               | anderer Buchstabe, Silbe oder Ideogramm | links nach rechts           | TIBETAN LETTER CA                                | Tibetischer Buchstabe Ca                                     |
| U+0F46 (3910) | ཆ               | anderer Buchstabe, Silbe oder Ideogramm | links nach rechts           | TIBETAN LETTER CHA                               | Tibetischer Buchstabe Cha                                    |
| U+0F47 (3911) | ཇ               | anderer Buchstabe, Silbe oder Ideogramm | links nach rechts           | TIBETAN LETTER JA                                | Tibetischer Buchstabe Ja                                     |
| U+0F49 (3913) | ཉ               | anderer Buchstabe, Silbe oder Ideogramm | links nach rechts           | TIBETAN LETTER NYA                               | Tibetischer Buchstabe Nya                                    |
| U+0F4A (3914) | ཊ               | anderer Buchstabe, Silbe oder Ideogramm | links nach rechts           | TIBETAN LETTER TTA                               | Tibetischer Buchstabe Tta                                    |
| U+0F4B (3915) | ཋ               | anderer Buchstabe, Silbe oder Ideogramm | links nach rechts           | TIBETAN LETTER TTHA                              | Tibetischer Buchstabe Ttha                                   |
| U+0F4C (3916) | ཌ               | anderer Buchstabe, Silbe oder Ideogramm | links nach rechts           | TIBETAN LETTER DDA                               | Tibetischer Buchstabe Dda                                    |
| U+0F4D (3917) | ཌྷ               | anderer Buchstabe, Silbe oder Ideogramm | links nach rechts           | TIBETAN LETTER DDHA                              | Tibetischer Buchstabe Ddha                                   |
| U+0F4E (3918) | ཎ               | anderer Buchstabe, Silbe oder Ideogramm | links nach rechts           | TIBETAN LETTER NNA                               | Tibetischer Buchstabe Nna                                    |
| U+0F4F (3919) | ཏ               | anderer Buchstabe, Silbe oder Ideogramm | links nach rechts           | TIBETAN LETTER TA                                | Tibetischer Buchstabe Ta                                     |
| U+0F50 (3920) | ཐ               | anderer Buchstabe, Silbe oder Ideogramm | links nach rechts           | TIBETAN LETTER THA                               | Tibetischer Buchstabe Tha                                    |
| U+0F51 (3921) | ད               | anderer Buchstabe, Silbe oder Ideogramm | links nach rechts           | TIBETAN LETTER DA                                | Tibetischer Buchstabe Da                                     |
| U+0F52 (3922) | དྷ               | anderer Buchstabe, Silbe oder Ideogramm | links nach rechts           | TIBETAN LETTER DHA                               | Tibetischer Buchstabe Dha                                    |
| U+0F53 (3923) | ན               | anderer Buchstabe, Silbe oder Ideogramm | links nach rechts           | TIBETAN LETTER NA                                | Tibetischer Buchstabe Na                                     |
| U+0F54 (3924) | པ               | anderer Buchstabe, Silbe oder Ideogramm | links nach rechts           | TIBETAN LETTER PA                                | Tibetischer Buchstabe Pa                                     |
| U+0F55 (3925) | ཕ               | anderer Buchstabe, Silbe oder Ideogramm | links nach rechts           | TIBETAN LETTER PHA                               | Tibetischer Buchstabe Pha                                    |
| U+0F56 (3926) | བ               | anderer Buchstabe, Silbe oder Ideogramm | links nach rechts           | TIBETAN LETTER BA                                | Tibetischer Buchstabe Ba                                     |
| U+0F57 (3927) | བྷ               | anderer Buchstabe, Silbe oder Ideogramm | links nach rechts           | TIBETAN LETTER BHA                               | Tibetischer Buchstabe Bha                                    |
| U+0F58 (3928) | མ               | anderer Buchstabe, Silbe oder Ideogramm | links nach rechts           | TIBETAN LETTER MA                                | Tibetischer Buchstabe Ma                                     |
| U+0F59 (3929) | ཙ               | anderer Buchstabe, Silbe oder Ideogramm | links nach rechts           | TIBETAN LETTER TSA                               | Tibetischer Buchstabe Tsa                                    |
| U+0F5A (3930) | ཚ               | anderer Buchstabe, Silbe oder Ideogramm | links nach rechts           | TIBETAN LETTER TSHA                              | Tibetischer Buchstabe Tsha                                   |
| U+0F5B (3931) | ཛ               | anderer Buchstabe, Silbe oder Ideogramm | links nach rechts           | TIBETAN LETTER DZA                               | Tibetischer Buchstabe Dza                                    |
| U+0F5C (3932) | ཛྷ               | anderer Buchstabe, Silbe oder Ideogramm | links nach rechts           | TIBETAN LETTER DZHA                              | Tibetischer Buchstabe Dzha                                   |
| U+0F5D (3933) | ཝ               | anderer Buchstabe, Silbe oder Ideogramm | links nach rechts           | TIBETAN LETTER WA                                | Tibetischer Buchstabe Wa                                     |
| U+0F5E (3934) | ཞ               | anderer Buchstabe, Silbe oder Ideogramm | links nach rechts           | TIBETAN LETTER ZHA                               | Tibetischer Buchstabe Zha                                    |
| U+0F5F (3935) | ཟ               | anderer Buchstabe, Silbe oder Ideogramm | links nach rechts           | TIBETAN LETTER ZA                                | Tibetischer Buchstabe Za                                     |
| U+0F60 (3936) | འ               | anderer Buchstabe, Silbe oder Ideogramm | links nach rechts           | TIBETAN LETTER -A                                | Tibetischer Buchstabe -A                                     |
| U+0F61 (3937) | ཡ               | anderer Buchstabe, Silbe oder Ideogramm | links nach rechts           | TIBETAN LETTER YA                                | Tibetischer Buchstabe Ya                                     |
| U+0F62 (3938) | ར               | anderer Buchstabe, Silbe oder Ideogramm | links nach rechts           | TIBETAN LETTER RA                                | Tibetischer Buchstabe Ra                                     |
| U+0F63 (3939) | ལ               | anderer Buchstabe, Silbe oder Ideogramm | links nach rechts           | TIBETAN LETTER LA                                | Tibetischer Buchstabe La                                     |
| U+0F64 (3940) | ཤ               | anderer Buchstabe, Silbe oder Ideogramm | links nach rechts           | TIBETAN LETTER SHA                               | Tibetischer Buchstabe Sha                                    |
| U+0F65 (3941) | ཥ               | anderer Buchstabe, Silbe oder Ideogramm | links nach rechts           | TIBETAN LETTER SSA                               | Tibetischer Buchstabe Ssa                                    |
| U+0F66 (3942) | ས               | anderer Buchstabe, Silbe oder Ideogramm | links nach rechts           | TIBETAN LETTER SA                                | Tibetischer Buchstabe Sa                                     |
| U+0F67 (3943) | ཧ               | anderer Buchstabe, Silbe oder Ideogramm | links nach rechts           | TIBETAN LETTER HA                                | Tibetischer Buchstabe Ha                                     |
| U+0F68 (3944) | ཨ               | anderer Buchstabe, Silbe oder Ideogramm | links nach rechts           | TIBETAN LETTER A                                 | Tibetischer Buchstabe A                                      |
| U+0F69 (3945) | ཀྵ               | anderer Buchstabe, Silbe oder Ideogramm | links nach rechts           | TIBETAN LETTER KSSA                              | Tibetischer Buchstabe Kssa                                   |
| U+0F6A (3946) | ཪ               | anderer Buchstabe, Silbe oder Ideogramm | links nach rechts           | TIBETAN LETTER FIXED-FORM RA                     | Tibetischer Buchstabe unveränderliches Ra                    |
| U+0F6B (3947) | ཫ               | anderer Buchstabe, Silbe oder Ideogramm | links nach rechts           | TIBETAN LETTER KKA                               | Tibetischer Buchstabe Kka                                    |
| U+0F6C (3948) | ཬ               | anderer Buchstabe, Silbe oder Ideogramm | links nach rechts           | TIBETAN LETTER RRA                               | Tibetischer Buchstabe Rra                                    |
| U+0F71 (3953) | ཱ                | Markierung ohne Extrabreite             | Markierung ohne Extrabreite | TIBETAN VOWEL SIGN AA                            | Tibetisches Vokalzeichen Aa                                  |
| U+0F72 (3954) | ི                | Markierung ohne Extrabreite             | Markierung ohne Extrabreite | TIBETAN VOWEL SIGN I                             | Tibetisches Vokalzeichen I                                   |
| U+0F73 (3955) | ཱི                | Markierung ohne Extrabreite             | Markierung ohne Extrabreite | TIBETAN VOWEL SIGN II                            | Tibetisches Vokalzeichen Ii                                  |
| U+0F74 (3956) | ུ                | Markierung ohne Extrabreite             | Markierung ohne Extrabreite | TIBETAN VOWEL SIGN U                             | Tibetisches Vokalzeichen U                                   |
| U+0F75 (3957) | ཱུ                | Markierung ohne Extrabreite             | Markierung ohne Extrabreite | TIBETAN VOWEL SIGN UU                            | Tibetisches Vokalzeichen Uu                                  |
| U+0F76 (3958) | ྲྀ                | Markierung ohne Extrabreite             | Markierung ohne Extrabreite | TIBETAN VOWEL SIGN VOCALIC R                     | Tibetisches Vokalzeichen vokalisches R                       |
| U+0F77 (3959) | ཷ                | Markierung ohne Extrabreite             | Markierung ohne Extrabreite | TIBETAN VOWEL SIGN VOCALIC RR                    | Tibetisches Vokalzeichen vokalisches Rr                      |
| U+0F78 (3960) | ླྀ                | Markierung ohne Extrabreite             | Markierung ohne Extrabreite | TIBETAN VOWEL SIGN VOCALIC L                     | Tibetisches Vokalzeichen vokalisches L                       |
| U+0F79 (3961) | ཹ                | Markierung ohne Extrabreite             | Markierung ohne Extrabreite | TIBETAN VOWEL SIGN VOCALIC LL                    | Tibetisches Vokalzeichen vokalisches Ll                      |
| U+0F7A (3962) | ེ                | Markierung ohne Extrabreite             | Markierung ohne Extrabreite | TIBETAN VOWEL SIGN E                             | Tibetisches Vokalzeichen E                                   |
| U+0F7B (3963) | ཻ                | Markierung ohne Extrabreite             | Markierung ohne Extrabreite | TIBETAN VOWEL SIGN EE                            | Tibetisches Vokalzeichen Ee                                  |
| U+0F7C (3964) | ོ                | Markierung ohne Extrabreite             | Markierung ohne Extrabreite | TIBETAN VOWEL SIGN O                             | Tibetisches Vokalzeichen O                                   |
| U+0F7D (3965) | ཽ                | Markierung ohne Extrabreite             | Markierung ohne Extrabreite | TIBETAN VOWEL SIGN OO                            | Tibetisches Vokalzeichen Oo                                  |
| U+0F7E (3966) | ཾ                | Markierung ohne Extrabreite             | Markierung ohne Extrabreite | TIBETAN SIGN RJES SU NGA RO                      | Tibetisches Anusvara                                         |
| U+0F7F (3967) | ཿ                | Markierung mit Extrabreite              | links nach rechts           | TIBETAN SIGN RNAM BCAD                           | Tibetisches Visarga                                          |
| U+0F80 (3968) | ྀ                | Markierung ohne Extrabreite             | Markierung ohne Extrabreite | TIBETAN VOWEL SIGN REVERSED I                    | Tibetisches Vokalzeichen umgekehrtes I                       |
| U+0F81 (3969) | ཱྀ                | Markierung ohne Extrabreite             | Markierung ohne Extrabreite | TIBETAN VOWEL SIGN REVERSED II                   | Tibetisches Vokalzeichen umgekehrtes Ii                      |
| U+0F82 (3970) | ྂ                | Markierung ohne Extrabreite             | Markierung ohne Extrabreite | TIBETAN SIGN NYI ZLA NAA DA                      | Tibetisches Chandrabindu mit Ornament                        |
| U+0F83 (3971) | ྃ                | Markierung ohne Extrabreite             | Markierung ohne Extrabreite | TIBETAN SIGN SNA LDAN                            | Tibetisches Chandrabindu                                     |
| U+0F84 (3972) | ྄                | Markierung ohne Extrabreite             | Markierung ohne Extrabreite | TIBETAN MARK HALANTA                             | Tibetisches Zeichen Virama                                   |
| U+0F85 (3973) | ྅               | andere Interpunktion                    | links nach rechts           | TIBETAN MARK PALUTA                              | Tibetisches Avagraha                                         |
| U+0F86 (3974) | ྆                | Markierung ohne Extrabreite             | Markierung ohne Extrabreite | TIBETAN SIGN LCI RTAGS                           | Tibetisches Zeichen Lci Rtags                                |
| U+0F87 (3975) | ྇                | Markierung ohne Extrabreite             | Markierung ohne Extrabreite | TIBETAN SIGN YANG RTAGS                          | Tibetisches Zeichen Yang Rtags                               |
| U+0F88 (3976) | ྈ               | anderer Buchstabe, Silbe oder Ideogramm | links nach rechts           | TIBETAN SIGN LCE TSA CAN                         | Tibetisches Zeichen Lce Tsa Can                              |
| U+0F89 (3977) | ྉ               | anderer Buchstabe, Silbe oder Ideogramm | links nach rechts           | TIBETAN SIGN MCHU CAN                            | Tibetisches Zeichen Mchu Can                                 |
| U+0F8A (3978) | ྊ               | anderer Buchstabe, Silbe oder Ideogramm | links nach rechts           | TIBETAN SIGN GRU CAN RGYINGS                     | Tibetisches Zeichen Gru Can Rgyings                          |
| U+0F8B (3979) | ྋ               | anderer Buchstabe, Silbe oder Ideogramm | links nach rechts           | TIBETAN SIGN GRU MED RGYINGS                     | Tibetisches Zeichen Gru Med Rgyings                          |
| U+0F8C (3980) | ྌ               | anderer Buchstabe, Silbe oder Ideogramm | links nach rechts           | TIBETAN SIGN INVERTED MCHU CAN                   | Tibetisches Zeichen gedrehtes Mchu Can                       |
| U+0F8D (3981) | ྍ                | Markierung ohne Extrabreite             | Markierung ohne Extrabreite | TIBETAN SUBJOINED SIGN LCE TSA CAN               | Tibetisches tiefgestelltes Zeichen Lce Tsa Can               |
| U+0F8E (3982) | ྎ                | Markierung ohne Extrabreite             | Markierung ohne Extrabreite | TIBETAN SUBJOINED SIGN MCHU CAN                  | Tibetisches tiefgestelltes Zeichen Mchu Can                  |
| U+0F8F (3983) | ྏ                | Markierung ohne Extrabreite             | Markierung ohne Extrabreite | TIBETAN SUBJOINED SIGN INVERTED MCHU CAN         | Tibetisches tiefgestelltes Zeichen gedrehtes Mchu Can        |
| U+0F90 (3984) | ྐ                | Markierung ohne Extrabreite             | Markierung ohne Extrabreite | TIBETAN SUBJOINED LETTER KA                      | Tibetischer tiefgestellter Buchstabe Ka                      |
| U+0F91 (3985) | ྑ                | Markierung ohne Extrabreite             | Markierung ohne Extrabreite | TIBETAN SUBJOINED LETTER KHA                     | Tibetischer tiefgestellter Buchstabe Kha                     |
| U+0F92 (3986) | ྒ                | Markierung ohne Extrabreite             | Markierung ohne Extrabreite | TIBETAN SUBJOINED LETTER GA                      | Tibetischer tiefgestellter Buchstabe Ga                      |
| U+0F93 (3987) | ྒྷ                | Markierung ohne Extrabreite             | Markierung ohne Extrabreite | TIBETAN SUBJOINED LETTER GHA                     | Tibetischer tiefgestellter Buchstabe Gha                     |
| U+0F94 (3988) | ྔ                | Markierung ohne Extrabreite             | Markierung ohne Extrabreite | TIBETAN SUBJOINED LETTER NGA                     | Tibetischer tiefgestellter Buchstabe Nga                     |
| U+0F95 (3989) | ྕ                | Markierung ohne Extrabreite             | Markierung ohne Extrabreite | TIBETAN SUBJOINED LETTER CA                      | Tibetischer tiefgestellter Buchstabe Ca                      |
| U+0F96 (3990) | ྖ                | Markierung ohne Extrabreite             | Markierung ohne Extrabreite | TIBETAN SUBJOINED LETTER CHA                     | Tibetischer tiefgestellter Buchstabe Cha                     |
| U+0F97 (3991) | ྗ                | Markierung ohne Extrabreite             | Markierung ohne Extrabreite | TIBETAN SUBJOINED LETTER JA                      | Tibetischer tiefgestellter Buchstabe Ja                      |
| U+0F99 (3993) | ྙ                | Markierung ohne Extrabreite             | Markierung ohne Extrabreite | TIBETAN SUBJOINED LETTER NYA                     | Tibetischer tiefgestellter Buchstabe Nya                     |
| U+0F9A (3994) | ྚ                | Markierung ohne Extrabreite             | Markierung ohne Extrabreite | TIBETAN SUBJOINED LETTER TTA                     | Tibetischer tiefgestellter Buchstabe Tta                     |
| U+0F9B (3995) | ྛ                | Markierung ohne Extrabreite             | Markierung ohne Extrabreite | TIBETAN SUBJOINED LETTER TTHA                    | Tibetischer tiefgestellter Buchstabe Ttha                    |
| U+0F9C (3996) | ྜ                | Markierung ohne Extrabreite             | Markierung ohne Extrabreite | TIBETAN SUBJOINED LETTER DDA                     | Tibetischer tiefgestellter Buchstabe Dda                     |
| U+0F9D (3997) | ྜྷ                | Markierung ohne Extrabreite             | Markierung ohne Extrabreite | TIBETAN SUBJOINED LETTER DDHA                    | Tibetischer tiefgestellter Buchstabe Ddha                    |
| U+0F9E (3998) | ྞ                | Markierung ohne Extrabreite             | Markierung ohne Extrabreite | TIBETAN SUBJOINED LETTER NNA                     | Tibetischer tiefgestellter Buchstabe Nna                     |
| U+0F9F (3999) | ྟ                | Markierung ohne Extrabreite             | Markierung ohne Extrabreite | TIBETAN SUBJOINED LETTER TA                      | Tibetischer tiefgestellter Buchstabe Ta                      |
| U+0FA0 (4000) | ྠ                | Markierung ohne Extrabreite             | Markierung ohne Extrabreite | TIBETAN SUBJOINED LETTER THA                     | Tibetischer tiefgestellter Buchstabe Tha                     |
| U+0FA1 (4001) | ྡ                | Markierung ohne Extrabreite             | Markierung ohne Extrabreite | TIBETAN SUBJOINED LETTER DA                      | Tibetischer tiefgestellter Buchstabe Da                      |
| U+0FA2 (4002) | ྡྷ                | Markierung ohne Extrabreite             | Markierung ohne Extrabreite | TIBETAN SUBJOINED LETTER DHA                     | Tibetischer tiefgestellter Buchstabe Dha                     |
| U+0FA3 (4003) | ྣ                | Markierung ohne Extrabreite             | Markierung ohne Extrabreite | TIBETAN SUBJOINED LETTER NA                      | Tibetischer tiefgestellter Buchstabe Na                      |
| U+0FA4 (4004) | ྤ                | Markierung ohne Extrabreite             | Markierung ohne Extrabreite | TIBETAN SUBJOINED LETTER PA                      | Tibetischer tiefgestellter Buchstabe Pa                      |
| U+0FA5 (4005) | ྥ                | Markierung ohne Extrabreite             | Markierung ohne Extrabreite | TIBETAN SUBJOINED LETTER PHA                     | Tibetischer tiefgestellter Buchstabe Pha                     |
| U+0FA6 (4006) | ྦ                | Markierung ohne Extrabreite             | Markierung ohne Extrabreite | TIBETAN SUBJOINED LETTER BA                      | Tibetischer tiefgestellter Buchstabe Ba                      |
| U+0FA7 (4007) | ྦྷ                | Markierung ohne Extrabreite             | Markierung ohne Extrabreite | TIBETAN SUBJOINED LETTER BHA                     | Tibetischer tiefgestellter Buchstabe Bha                     |
| U+0FA8 (4008) | ྨ                | Markierung ohne Extrabreite             | Markierung ohne Extrabreite | TIBETAN SUBJOINED LETTER MA                      | Tibetischer tiefgestellter Buchstabe Ma                      |
| U+0FA9 (4009) | ྩ                | Markierung ohne Extrabreite             | Markierung ohne Extrabreite | TIBETAN SUBJOINED LETTER TSA                     | Tibetischer tiefgestellter Buchstabe Tsa                     |
| U+0FAA (4010) | ྪ                | Markierung ohne Extrabreite             | Markierung ohne Extrabreite | TIBETAN SUBJOINED LETTER TSHA                    | Tibetischer tiefgestellter Buchstabe Tsha                    |
| U+0FAB (4011) | ྫ                | Markierung ohne Extrabreite             | Markierung ohne Extrabreite | TIBETAN SUBJOINED LETTER DZA                     | Tibetischer tiefgestellter Buchstabe Dza                     |
| U+0FAC (4012) | ྫྷ                | Markierung ohne Extrabreite             | Markierung ohne Extrabreite | TIBETAN SUBJOINED LETTER DZHA                    | Tibetischer tiefgestellter Buchstabe Dzha                    |
| U+0FAD (4013) | ྭ                | Markierung ohne Extrabreite             | Markierung ohne Extrabreite | TIBETAN SUBJOINED LETTER WA                      | Tibetischer tiefgestellter Buchstabe Wa                      |
| U+0FAE (4014) | ྮ                | Markierung ohne Extrabreite             | Markierung ohne Extrabreite | TIBETAN SUBJOINED LETTER ZHA                     | Tibetischer tiefgestellter Buchstabe Zha                     |
| U+0FAF (4015) | ྯ                | Markierung ohne Extrabreite             | Markierung ohne Extrabreite | TIBETAN SUBJOINED LETTER ZA                      | Tibetischer tiefgestellter Buchstabe Za                      |
| U+0FB0 (4016) | ྰ                | Markierung ohne Extrabreite             | Markierung ohne Extrabreite | TIBETAN SUBJOINED LETTER -A                      | Tibetischer tiefgestellter Buchstabe -A                      |
| U+0FB1 (4017) | ྱ                | Markierung ohne Extrabreite             | Markierung ohne Extrabreite | TIBETAN SUBJOINED LETTER YA                      | Tibetischer tiefgestellter Buchstabe Ya                      |
| U+0FB2 (4018) | ྲ                | Markierung ohne Extrabreite             | Markierung ohne Extrabreite | TIBETAN SUBJOINED LETTER RA                      | Tibetischer tiefgestellter Buchstabe Ra                      |
| U+0FB3 (4019) | ླ                | Markierung ohne Extrabreite             | Markierung ohne Extrabreite | TIBETAN SUBJOINED LETTER LA                      | Tibetischer tiefgestellter Buchstabe La                      |
| U+0FB4 (4020) | ྴ                | Markierung ohne Extrabreite             | Markierung ohne Extrabreite | TIBETAN SUBJOINED LETTER SHA                     | Tibetischer tiefgestellter Buchstabe Sha                     |
| U+0FB5 (4021) | ྵ                | Markierung ohne Extrabreite             | Markierung ohne Extrabreite | TIBETAN SUBJOINED LETTER SSA                     | Tibetischer tiefgestellter Buchstabe Ssa                     |
| U+0FB6 (4022) | ྶ                | Markierung ohne Extrabreite             | Markierung ohne Extrabreite | TIBETAN SUBJOINED LETTER SA                      | Tibetischer tiefgestellter Buchstabe Sa                      |
| U+0FB7 (4023) | ྷ                | Markierung ohne Extrabreite             | Markierung ohne Extrabreite | TIBETAN SUBJOINED LETTER HA                      | Tibetischer tiefgestellter Buchstabe Ha                      |
| U+0FB8 (4024) | ྸ                | Markierung ohne Extrabreite             | Markierung ohne Extrabreite | TIBETAN SUBJOINED LETTER A                       | Tibetischer tiefgestellter Buchstabe A                       |
| U+0FB9 (4025) | ྐྵ                | Markierung ohne Extrabreite             | Markierung ohne Extrabreite | TIBETAN SUBJOINED LETTER KSSA                    | Tibetischer tiefgestellter Buchstabe Kssa                    |
| U+0FBA (4026) | ྺ                | Markierung ohne Extrabreite             | Markierung ohne Extrabreite | TIBETAN SUBJOINED LETTER FIXED-FORM WA           | Tibetischer tiefgestellter Buchstabe unveränderliches Wa     |
| U+0FBB (4027) | ྻ                | Markierung ohne Extrabreite             | Markierung ohne Extrabreite | TIBETAN SUBJOINED LETTER FIXED-FORM YA           | Tibetischer tiefgestellter Buchstabe unveränderliches Ya     |
| U+0FBC (4028) | ྼ                | Markierung ohne Extrabreite             | Markierung ohne Extrabreite | TIBETAN SUBJOINED LETTER FIXED-FORM RA           | Tibetischer tiefgestellter Buchstabe unveränderliches Ra     |
| U+0FBE (4030) | ྾               | anderes Symbol                          | links nach rechts           | TIBETAN KU RU KHA                                | Tibetisches Ku Ru Kha                                        |
| U+0FBF (4031) | ྿               | anderes Symbol                          | links nach rechts           | TIBETAN KU RU KHA BZHI MIG CAN                   | Tibetisches Ku Ru Kha Bzhi Mig Can                           |
| U+0FC0 (4032) | ࿀               | anderes Symbol                          | links nach rechts           | TIBETAN CANTILLATION SIGN HEAVY BEAT             | Tibetisches Teamim-Zeichen starker Ton                       |
| U+0FC1 (4033) | ࿁               | anderes Symbol                          | links nach rechts           | TIBETAN CANTILLATION SIGN LIGHT BEAT             | Tibetisches Teamim-Zeichen schwacher Ton                     |
| U+0FC2 (4034) | ࿂               | anderes Symbol                          | links nach rechts           | TIBETAN CANTILLATION SIGN CANG TE-U              | Tibetisches Teamim-Zeichen Cang Te-U                         |
| U+0FC3 (4035) | ࿃               | anderes Symbol                          | links nach rechts           | TIBETAN CANTILLATION SIGN SBUB -CHAL             | Tibetisches Teamim-Zeichen Sbub Chal                         |
| U+0FC4 (4036) | ࿄               | anderes Symbol                          | links nach rechts           | TIBETAN SYMBOL DRIL BU                           | Tibetisches Symbol Dril Bu                                   |
| U+0FC5 (4037) | ࿅               | anderes Symbol                          | links nach rechts           | TIBETAN SYMBOL RDO RJE                           | Tibetisches Symbol Rdo Rje                                   |
| U+0FC6 (4038) | ࿆                | Markierung ohne Extrabreite             | Markierung ohne Extrabreite | TIBETAN SYMBOL PADMA GDAN                        | Tibetisches Symbol Padma Gdan                                |
| U+0FC7 (4039) | ࿇               | anderes Symbol                          | links nach rechts           | TIBETAN SYMBOL RDO RJE RGYA GRAM                 | Tibetisches Symbol Rdo Rje Rgya Gram                         |
| U+0FC8 (4040) | ࿈               | anderes Symbol                          | links nach rechts           | TIBETAN SYMBOL PHUR PA                           | Tibetisches Symbol Phur Pa                                   |
| U+0FC9 (4041) | ࿉               | anderes Symbol                          | links nach rechts           | TIBETAN SYMBOL NOR BU                            | Tibetisches Symbol Nor Bu                                    |
| U+0FCA (4042) | ࿊               | anderes Symbol                          | links nach rechts           | TIBETAN SYMBOL NOR BU NYIS -KHYIL                | Tibetisches Symbol Nor Bu Nyis Khyil                         |
| U+0FCB (4043) | ࿋               | anderes Symbol                          | links nach rechts           | TIBETAN SYMBOL NOR BU GSUM -KHYIL                | Tibetisches Symbol Nor Bu Gsum Khyil                         |
| U+0FCC (4044) | ࿌               | anderes Symbol                          | links nach rechts           | TIBETAN SYMBOL NOR BU BZHI -KHYIL                | Tibetisches Symbol Nor Bu Bzhi Khyil                         |
| U+0FCE (4046) | ࿎               | anderes Symbol                          | links nach rechts           | TIBETAN SIGN RDEL NAG RDEL DKAR                  | Tibetisches Zeichen Rdel Nag Rdel Dkar                       |
| U+0FCF (4047) | ࿏               | anderes Symbol                          | links nach rechts           | TIBETAN SIGN RDEL NAG GSUM                       | Tibetisches Zeichen Rdel Nag Gsum                            |
| U+0FD0 (4048) | ࿐               | andere Interpunktion                    | links nach rechts           | TIBETAN MARK BSKA - SHOG GI MGO RGYAN            | Tibetisches Zeichen Bska Shog Gi Mgo Rgyan                   |
| U+0FD1 (4049) | ࿑               | andere Interpunktion                    | links nach rechts           | TIBETAN MARK MNYAM YIG GI MGO RGYAN              | Tibetisches Zeichen Mnyam Yig Gi Mgo Rgyan                   |
| U+0FD2 (4050) | ࿒               | andere Interpunktion                    | links nach rechts           | TIBETAN MARK NYIS TSHEG                          | Tibetisches Zeichen Nyis Tsheg                               |
| U+0FD3 (4051) | ࿓               | andere Interpunktion                    | links nach rechts           | TIBETAN MARK INITIAL BRDA RNYING YIG MGO MDUN MA | Tibetisches Zeichen initiales Brda Rnying Yig Mgo Mdun Ma    |
| U+0FD4 (4052) | ࿔               | andere Interpunktion                    | links nach rechts           | TIBETAN MARK CLOSING BRDA RNYING YIG MGO SGAB MA | Tibetisches Zeichen schließendes Brda Rnying Yig Mgo Mdun Ma |
| U+0FD5 (4053) | ࿕               | anderes Symbol                          | links nach rechts           | RIGHT-FACING SVASTI SIGN                         | Rechtsgerichtete Swastika                                    |
| U+0FD6 (4054) | ࿖               | anderes Symbol                          | links nach rechts           | LEFT-FACING SVASTI SIGN                          | Linksgerichtete Swastika                                     |
| U+0FD7 (4055) | ࿗               | anderes Symbol                          | links nach rechts           | RIGHT-FACING SVASTI SIGN WITH DOTS               | Rechtsgerichtete Swastika mit Punkten                        |
| U+0FD8 (4056) | ࿘               | anderes Symbol                          | links nach rechts           | LEFT-FACING SVASTI SIGN WITH DOTS                | Linksgerichtete Swastika mit Punkten                         |
| U+0FD9 (4057) | ࿙               | andere Interpunktion                    | links nach rechts           | TIBETAN MARK LEADING MCHAN RTAGS                 | Tibetisches Zeichen öffnendes Mchan Rtags                    |
| U+0FDA (4058) | ࿚               | andere Interpunktion                    | links nach rechts           | TIBETAN MARK TRAILING MCHAN RTAGS                | Tibetisches Zeichen schließendes Mchan Rtags                 |